# 聖維森特 (薩爾瓦多)

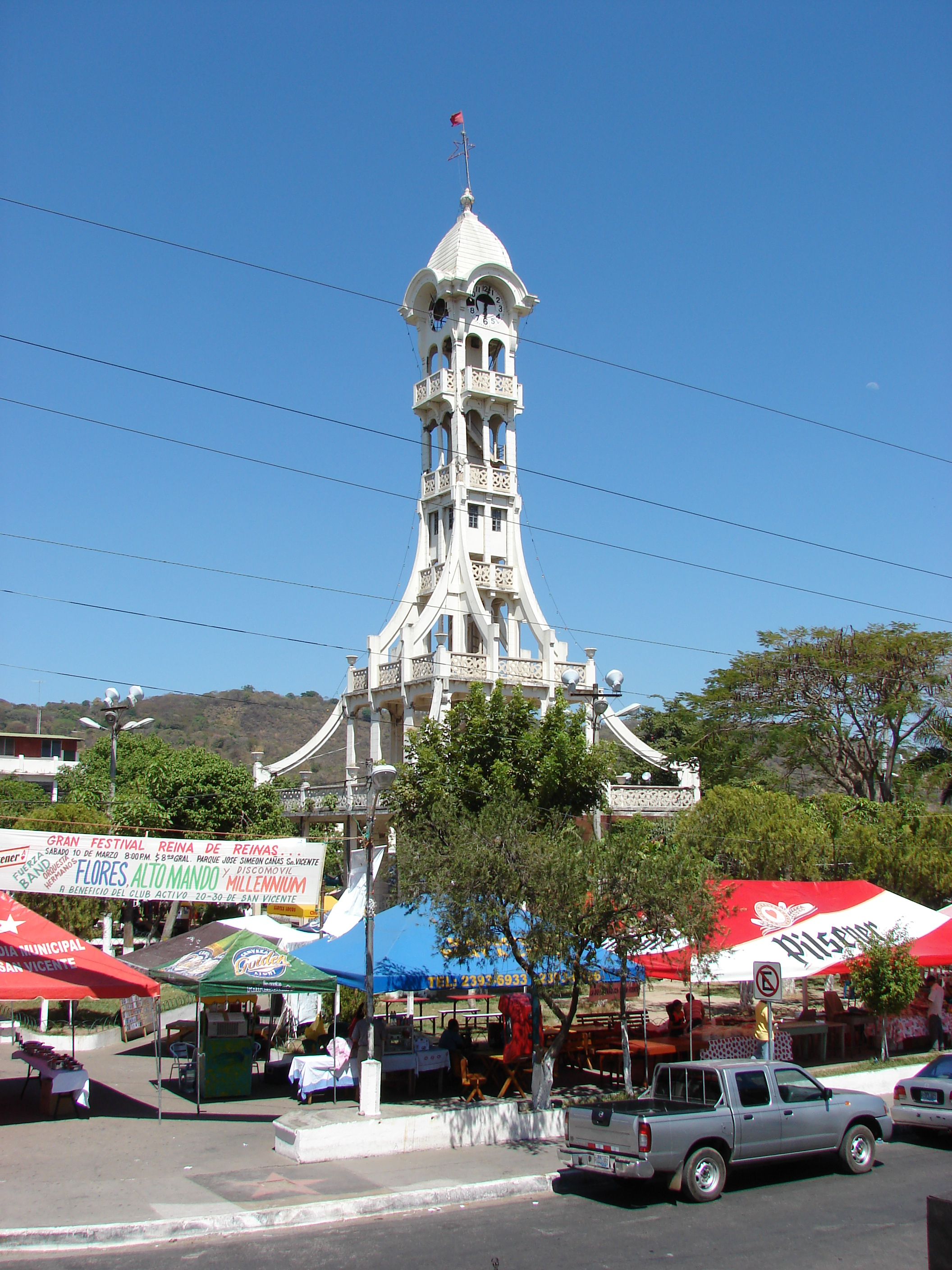

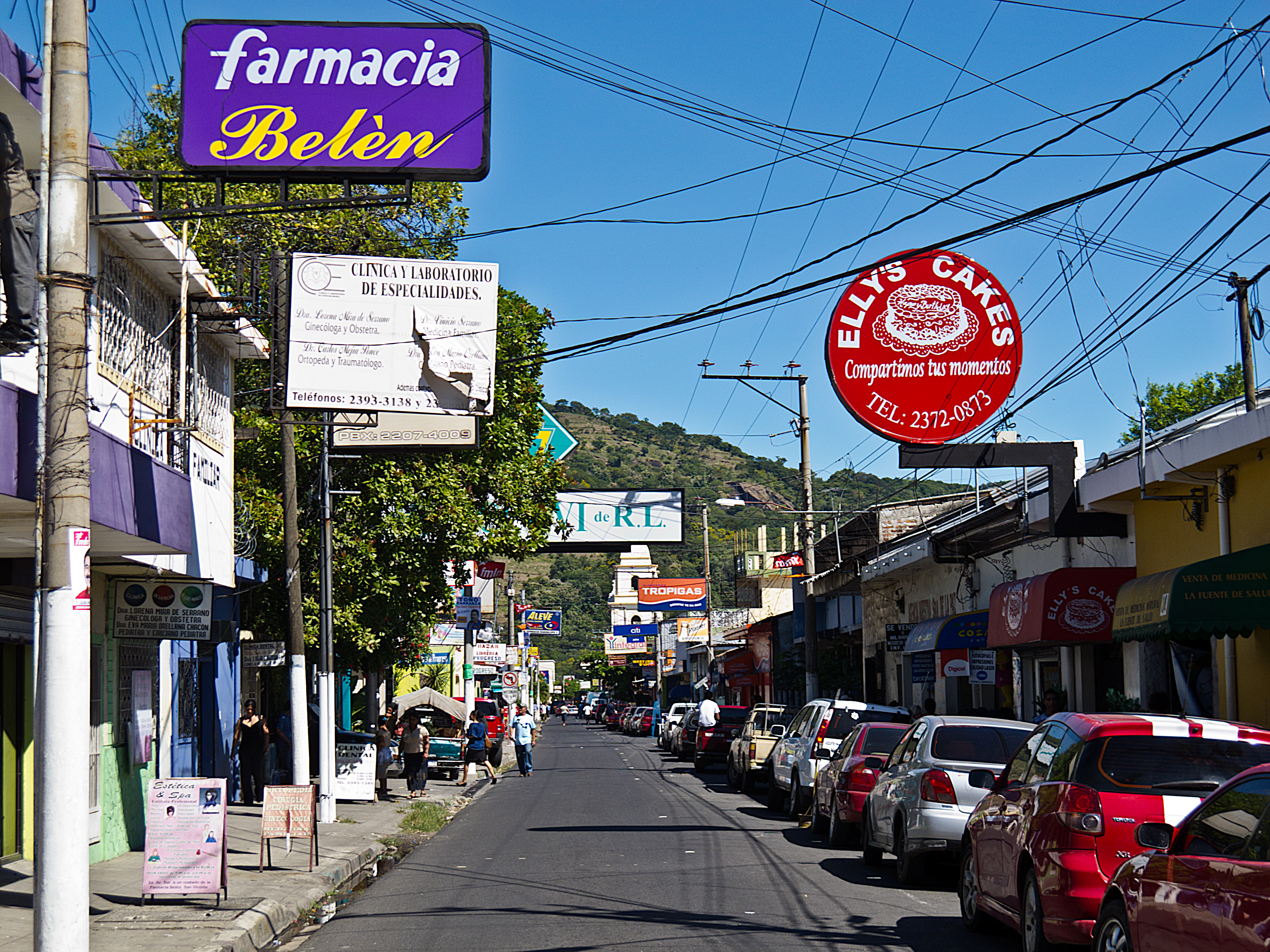

聖維森特（西班牙語：San Vicente），是薩爾瓦多的城鎮，位於該國中部，由聖維森特省負責管轄，面積267.25平方公里，海拔高度573米，2007年人口53,213，人口密度每平方公里199.11人。
13°38′43″N 88°47′3″W / 13.64528°N 88.78417°W